# Eurypylos (Sohn des Temenos)
Eurypylos (altgriechisch Εὐρύπυλος Eurýpylos) ist eine Gestalt der griechischen Mythologie.
Eurypylos war ein Sohn des in Argos regierenden Herakliden Temenos sowie Bruder des Agelaos, des Kallias und der Hyrnetho. Weil Temenos seine Tochter Hyrnetho und deren Gemahl Deiphontes vor seinen Söhnen präferierte, ließen diese ihren Vater ermorden. Doch weder Eurypylos noch einer seiner Brüder erbte nun das väterliche Reich, da das Heer die Herrschaft über Temenos’ Königreich Deiphontes und Hyrnetho zusprach.